# Леснова, Ольга Валерьевна
О́льга Вале́рьевна Лесно́ва  (род. 2 июля, Московская область, СССР) — российский и американский кинопродюсер, актриса, основатель кинокомпаниий "Maze Films" и "Vesna Films". Член Союза Кинематографистов России, член жюри кинофестивалей «АртКино» и «Bridge of Arts».

## Биография
Родилась в Московской области. Высшее образование: МГУ им. Ломоносова (экономическая география России), РЭА им. Плеханова (стратегический менеджмент), Нью-Йоркская киноакадемия (кинопродюсирование).
Начала свою работу как продюсер с короткометражных фильмов («Сердце», «Иван», «Сашенька», «Бумеранг»).
С 2012 года занимается международными проектами в Голливуде. Первый полнометражный проект Ольги, комедия «Повар на колёсах»( «CHEF»), реж. Джон Фавро, при бюджете $11 млн собрал $48 млн долларов на мировом рынке и получил приз зрительских симпатий на основанным Робертом Де Ниро фестивале Трайбека (TRIBECA), г. Нью-Йорк.
Следующий полнометражный фильм, работу над которым вела Ольга — триллер «Вышедшие из тени» («OUT OF THE SHADOWS», реж. Дункан МакЛахлан), произведен в Австралии и вышел в австралийский и мировой прокат.
Её короткометражный фильм «Сердце» получил призы на фестивалях в Греции, России и Украине. Фильм «Идеал» завоевал многочисленные награды на международных фестивалях в США и Европе.
В 2016 году Ольга приглашена в жюри крупнейшего российского фестиваля короткометражных фильмов «АртКино». Член жюри кинофестиваля «Bridge of Arts» 2017.
В августе 2018 года произвела фильм «Вид свысока» («VIEW FROM ABOVE») в г. Найроби (Кения).
Её фильм, авторская драма «Троица», режиссёра «Ян Гэ, принял участие в основном конкурсе фестиваля Кинотавр 2019». Фильм вышел в российский прокат в октябре 2019 года.
Преподаватель киношколы Александра Митты.
Преподаватель образовательной платформы Stage32.
Член Союза Кинематографистов РФ .
Член Гильдии продюсеров России.

## Фильмография
- 2012 — Сердце
- 2012 — Иван
- 2013 — Сашенька
- 2014 — Повар на колесах
- 2015 — Бумеранг
- 2015 — Идеал
- 2015 — Рубашка
- 2017 — Вышедшие из тени
- 2019 — Троица
- 2021 — Вид сверху
- 2025 — Нареченная Тьмой
- 2025 — Мороз